# 변선웅
변선웅(卞善雄, 1985년 11월 29일 ~ )은 전 KBO 리그 야구 선수의 포수이다.

## 출신학교
- ~ 2004년 : 광주동성고등학교